# Weißer Mainsandstein

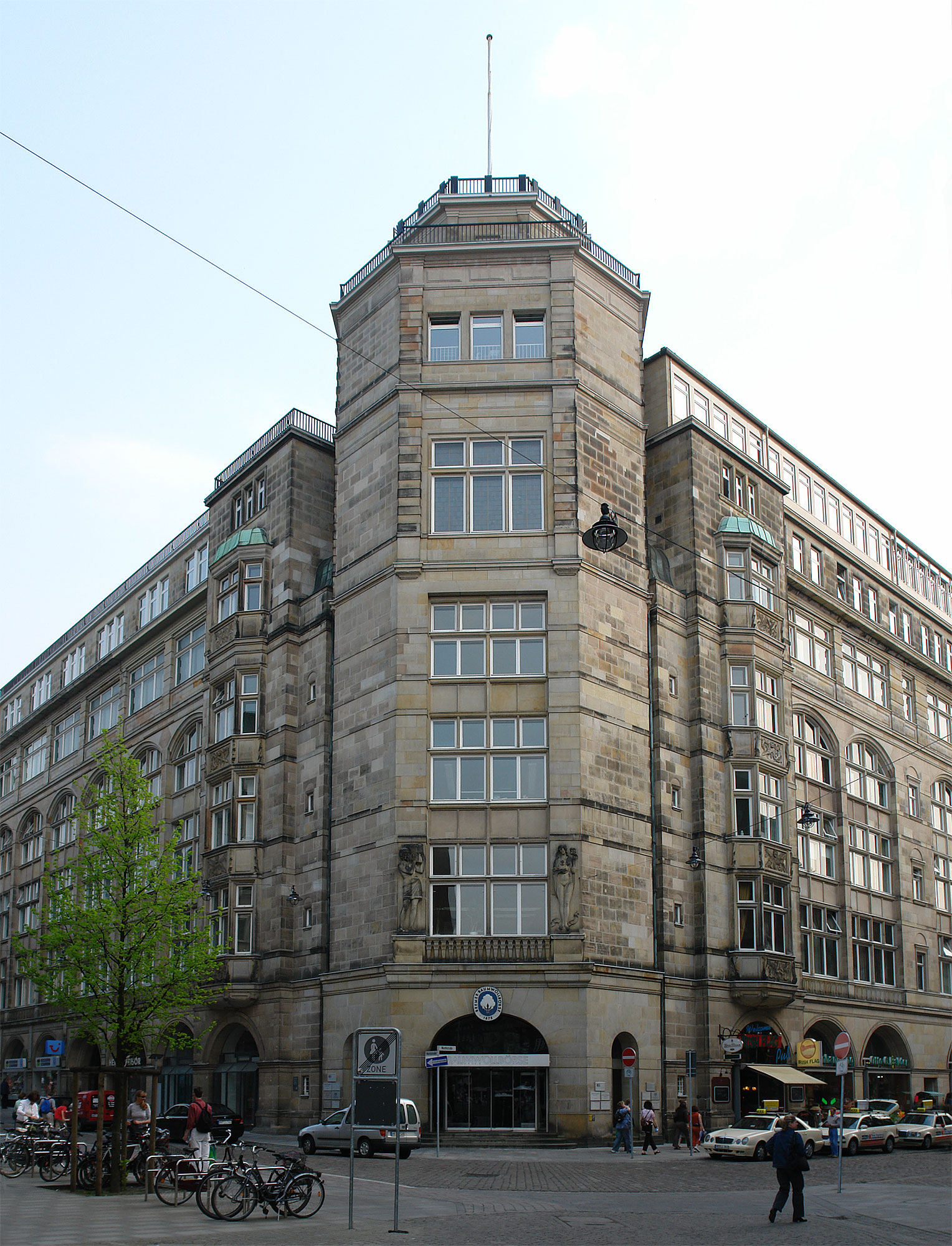
Baumwollbörse in Bremen aus Weißem Mainsandstein

Der Weiße Mainsandstein, der auch Semionotensandstein, Zeiler Sandstein oder Coburger Bausandstein genannt wird, liegt in Oberfranken bei Bamberg im Itztal und bei Coburg in Bayern. Heute kommen zwei Sandsteinsorten des Weißen Mainsandsteins in den Handel, der Schönbrunner Sandstein und der Neubrunner Sandstein. Die oben genannten Sandsteine wurden im Keuper gebildet und liegen über dem sogenannten Blasensandstein.

## Vorkommen und Gesteinsbeschreibung
Der grauweiße bis weiße und zum Teil leicht rötliche Sandstein ist feinkörnig. Neben Quarzkörnern enthält er in der Nähe des Mains kaolinisierten Feldspat und Glimmer. Durch seine Glimmereinlagen ist er leicht spaltbar. Seine Bindemittel sind tonig, carbonatisch oder dolomitisch. Die einzelnen Gesteinsbänke sind mehrere Meter mächtig.

## Verwendung und Namensgebung
Der Weiße Sandstein wurde vor dem Zweiten Weltkrieg in zahlreichen Steinbrüchen bei Eltmann und Zeil am Main und bei Coburg und im Itztal in Orten wie Tretzendorf, Trossenfurt, Erbrach, Schmerl, Hof, Bug und Burgwindheim. Insbesondere der Coburger Sandstein war ein relativ verwitterungsfester Sandstein, der sich für Massivbauten, Blockstufen und Steinmetzarbeiten sowie für filigrane und steinbildhauerische Arbeiten eignete. Heute wird noch in einigen Steinbrüchen wie zum Beispiel bei Schönbrunn, Neubrunn, Breitbrunn und Schönbach Sandstein gebrochen. Namensgebend sind die Steinbrüche Schönbrunn und Neubrunn bei Ebelsbach für die jeweiligen Steinsorten, die gute Bausteinqualitäten liefern. Der Name Semionotensandstein stammt von einer in diesem Sandstein vorkommenden versteinerten ursprünglichen Fischschuppenart.
Verbaut wurde der Weiße Mainsandstein am Bamberger Dom, am Kölner Hauptbahnhof, am Armeemuseum in München, am Gebäude des Norddeutschen Lloyd und an der Baumwollbörse in Bremen.